# Palairac
Palairac  est une commune française située dans le sud du département de l'Aude en région Occitanie.
Sur le plan historique et culturel, la commune fait partie du massif des Corbières, un chaos calcaire formant la transition entre le Massif central et les Pyrénées. Exposée à un climat méditerranéen, elle est drainée par le Libre, la rivière du Mas de Ségure, le ruisseau du Rémouly, le ruisseau du Moulin et par divers autres petits cours d'eau. La commune possède un patrimoine naturel remarquable : un site Natura 2000 (les « Corbières orientales ») et une zone naturelle d'intérêt écologique, faunistique et floristique.
Palairac est une commune rurale qui compte 31 habitants en 2022, après avoir connu un pic de population de 230 habitants en 1836. Ses habitants sont appelés les Palairacois ou  Palairacoises.
Le patrimoine architectural de la commune comprend un immeuble protégé au titre des monuments historiques : l'église Saint-Saturnin, inscrite en 1998.

## Généralités
Palairac est la seule commune de ce nom en France, et ne partage donc pas d'homonymie. Elle possède cependant un homophone, Paleyrac situé en Dordogne, qui possède la même étymologie. Le nom de Palairac viendrait de Palarius ou Palearius, nom gallo-romain issu de palearium, grenier à paille, suivi du suffixe acum désignant la villa ou le domaine de Palarius.
Avec ses 25 habitants au recensement de 2004, Palairac est la commune la moins peuplée du canton de Mouthoumet après Salza, mais n'est pas la moindre en superficie, avec 18 km², elle se situe en neuvième place des 18 communes du canton.

## Géographie
Commune des Corbières située au pied du Mont Tauch sur le terroir Corbières (AOC).

### Communes limitrophes
Les communes limitrophes sont Davejean, Félines-Termenès, Maisons, Quintillan, Talairan, Tuchan et Villerouge-Termenès.
| Félines-Termenès | Villerouge-Termenès | Talairan (par un quadripoint) |
| Davejean         | Palairac            | Quintillan                    |
|                  | Maisons             | Tuchan                        |

### Hydrographie
La commune est dans la région hydrographique « Côtiers méditerranéens », au sein du bassin hydrographique Rhône-Méditerranée-Corse. Elle est drainée par le Libre, la rivière du Mas de Ségure, le ruisseau du Rémouly, le ruisseau du Moulin, le ruisseau de Chibillière, le ruisseau de Courtillou, le ruisseau de Gournet, le ruisseau de Guilloumet, le ruisseau de l'Abeille, le ruisseau de la Canal, le ruisseau de la Dreille, le ruisseau de la Minierme, le ruisseau de la Peyre, le ruisseau de Laprade,, qui constituent un réseau hydrographique de 26 km de longueur totale,.
Le Libre, d'une longueur totale de 14,8 km, prend sa source dans la commune et s'écoule vers le nord. Il traverse la commune et se jette dans l'Orbieu à Saint-Martin-des-Puits, après avoir traversé 6 communes.

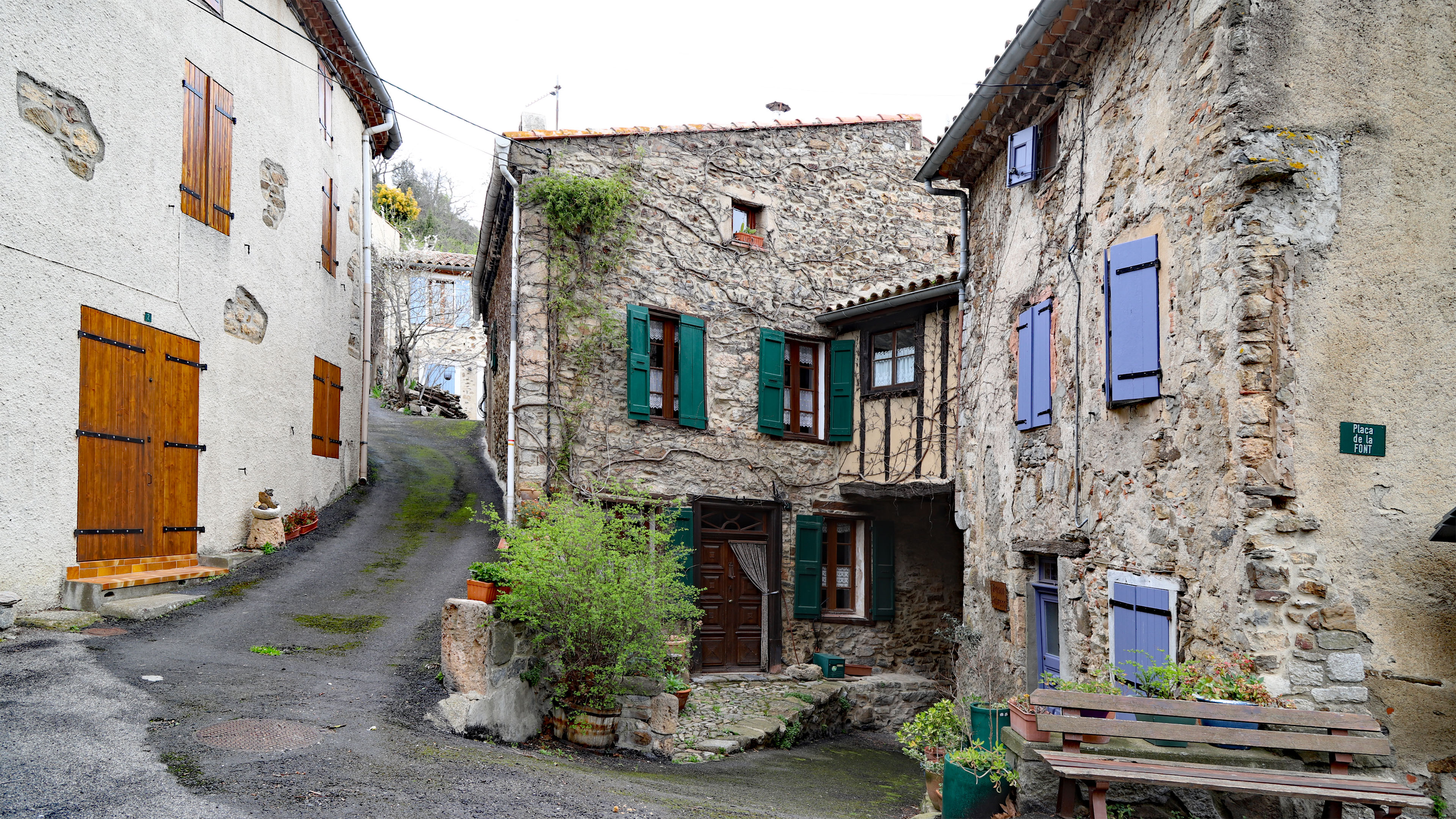
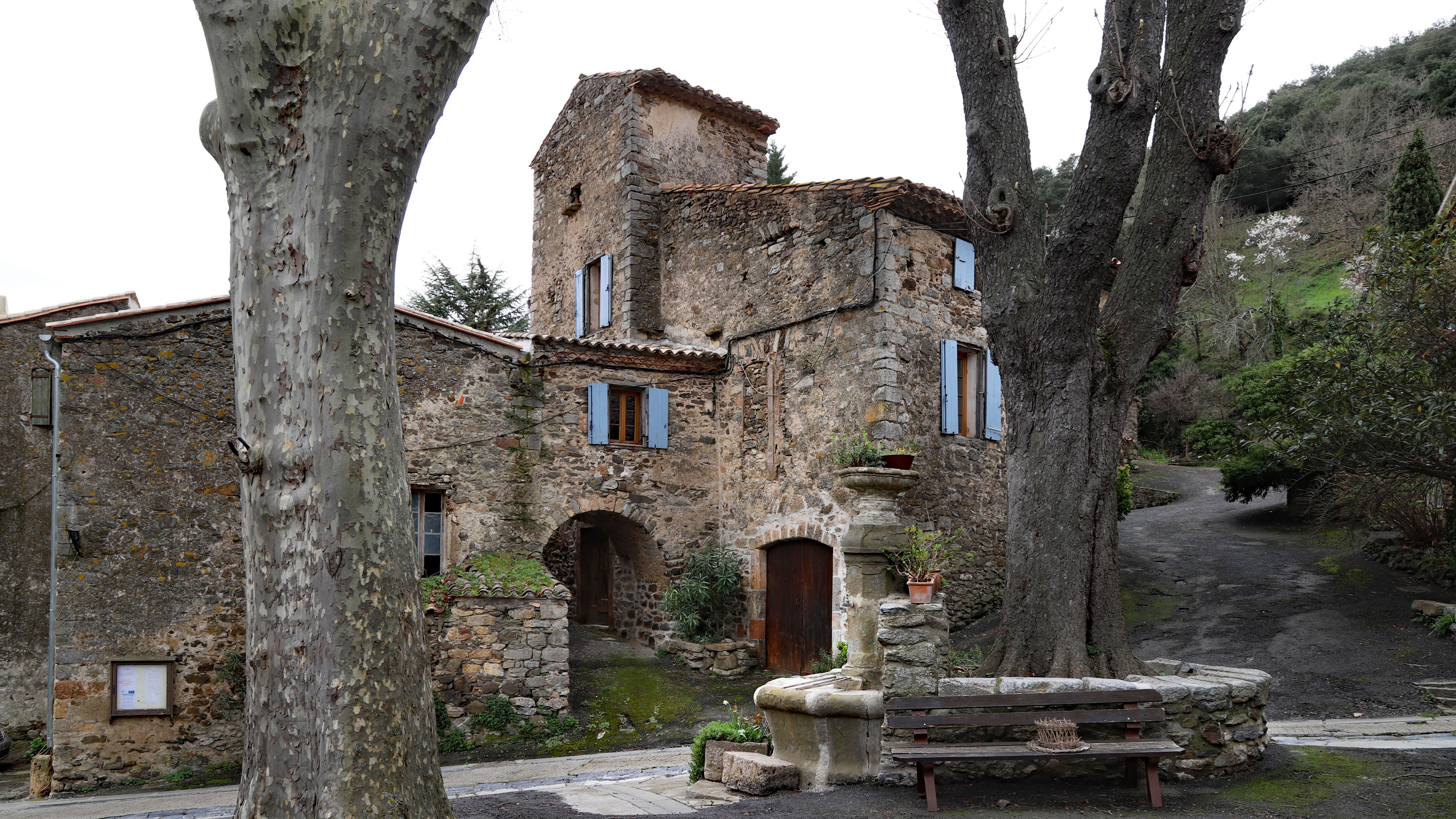
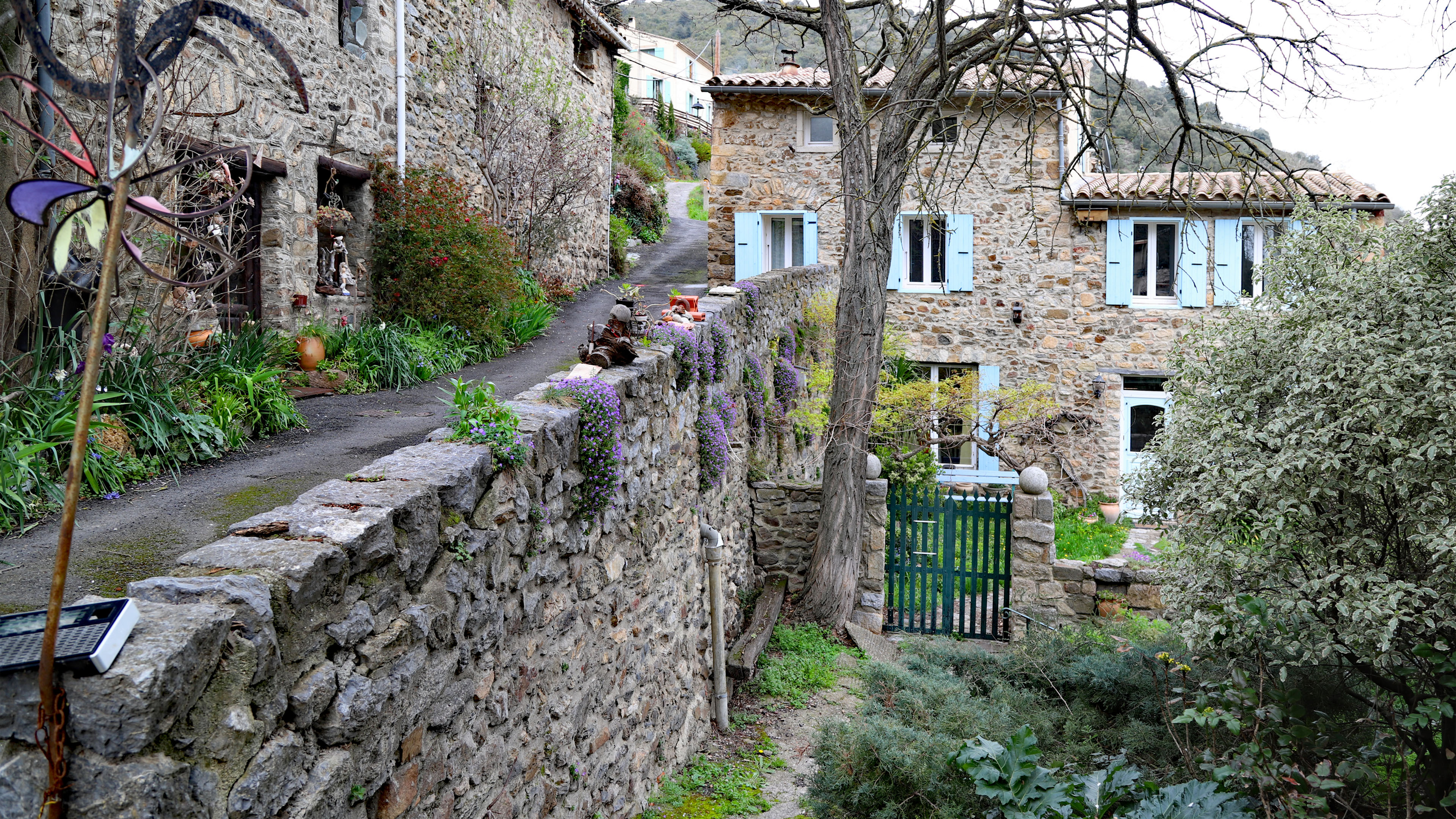
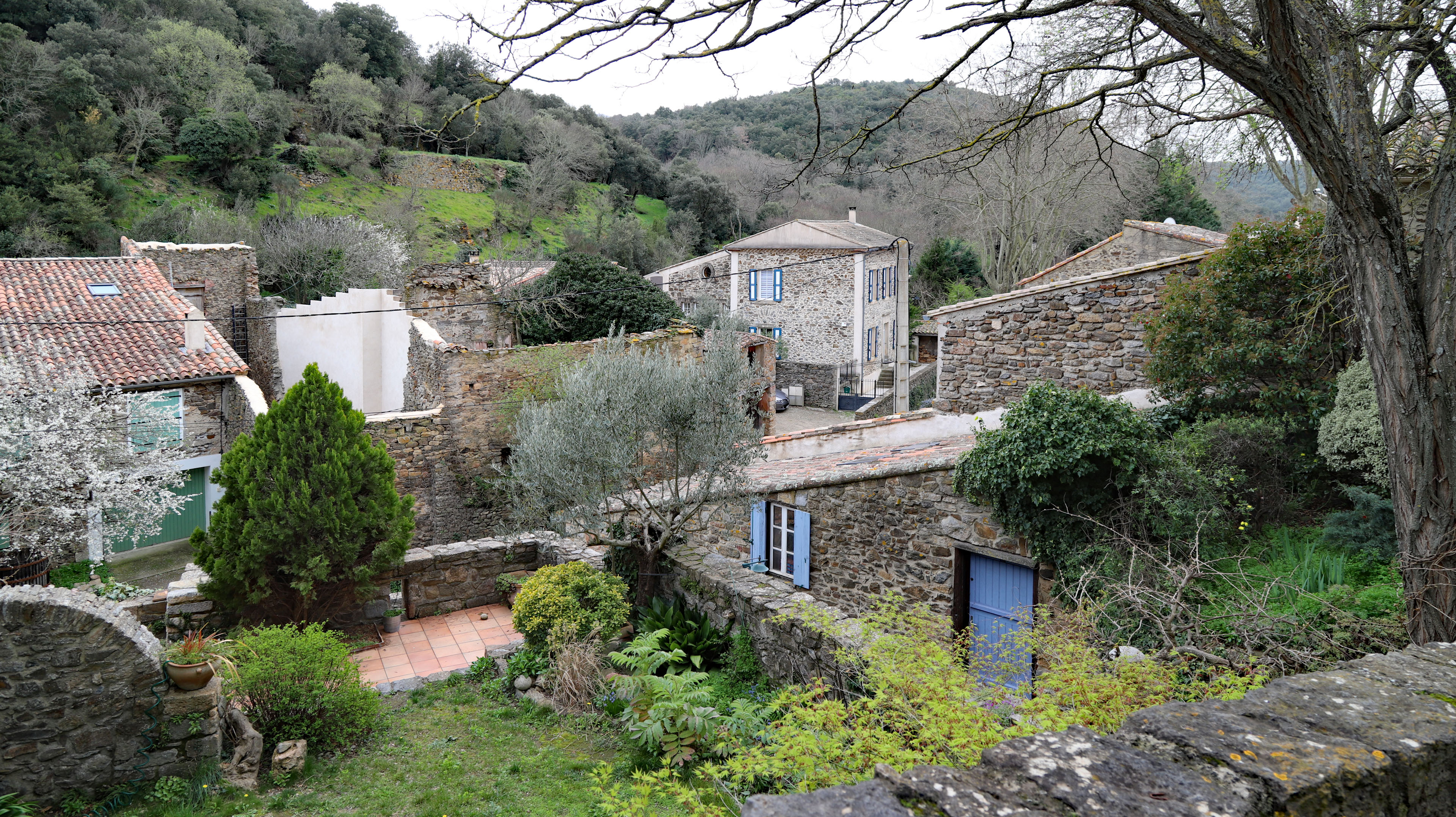

La rivière du Mas de Ségure, d'une longueur totale de 15,5 km, prend sa source dans la commune et s'écoule vers le sud-est. Elle traverse la commune et se jette dans rivière Tarrasac à Paziols, après avoir traversé 4 communes.
Le ruisseau du Rémouly, d'une longueur totale de 16,8 km, prend sa source dans la commune et s'écoule vers le nord. Il traverse la commune et se jette dans la Nielle à Saint-Laurent-de-la-Cabrerisse, après avoir traversé 4 communes.

### Climat
Pour des articles plus généraux, voir Climat de l'Occitanie et Climat de l'Aude.
En 2010, le climat de la commune est de type climat méditerranéen franc, selon une étude s'appuyant sur une série de données couvrant la période 1971-2000. En 2020, Météo-France publie une typologie des climats de la France métropolitaine dans laquelle la commune est exposée à un climat méditerranéen et est dans la région climatique Provence, Languedoc-Roussillon, caractérisée par une pluviométrie faible en été, un très bon ensoleillement (2 600 h/an), un été chaud (21,5 °C), un air très sec en été, sec en toutes saisons, des vents forts (fréquence de 40 à 50 % de vents > 5 m/s) et peu de brouillards.
Pour la période 1971-2000, la température annuelle moyenne est de 13,3 °C, avec une amplitude thermique annuelle de 15 °C. Le cumul annuel moyen de précipitations est de 887 mm, avec 8,7 jours de précipitations en janvier et 4 jours en juillet. Pour la période 1991-2020, la température moyenne annuelle observée sur la station météorologique la plus proche, située sur la commune de Mouthoumet à 11 km à vol d'oiseau, est de 12,5 °C et le cumul annuel moyen de précipitations est de 837,6 mm,. Pour l'avenir, les paramètres climatiques de la commune estimés pour 2050 selon différents scénarios d’émission de gaz à effet de serre sont consultables sur un site dédié publié par Météo-France en novembre 2022.

### Milieux naturels et biodiversité

#### Réseau Natura 2000

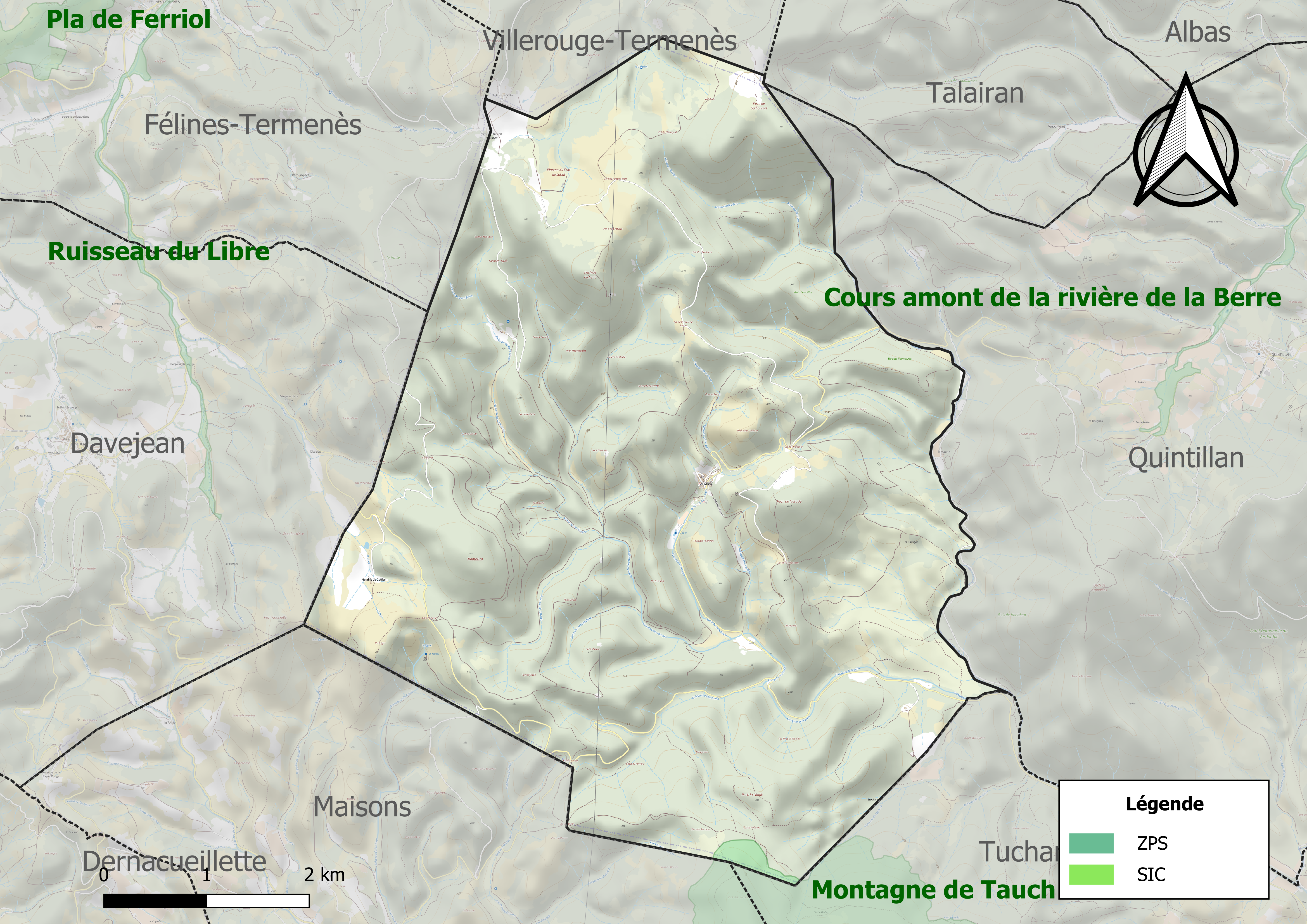
Sites Natura 2000 sur le territoire communal.

Le réseau Natura 2000 est un réseau écologique européen de sites naturels d'intérêt écologique élaboré à partir des directives habitats et oiseaux, constitué de zones spéciales de conservation (ZSC) et de zones de protection spéciale (ZPS).
Un site Natura 2000 a été défini sur la commune au titre  de la directive oiseaux : les « Corbières orientales », d'une superficie de 25 371 ha, correspondant à la partie la plus orientale du massif des Corbières audoises. Ce site inclut, dans sa partie la plus orientale, le couloir de migration majeur du littoral languedocien, d'où la présence régulière d'espèces en étape migratoire.

#### Zones naturelles d'intérêt écologique, faunistique et floristique

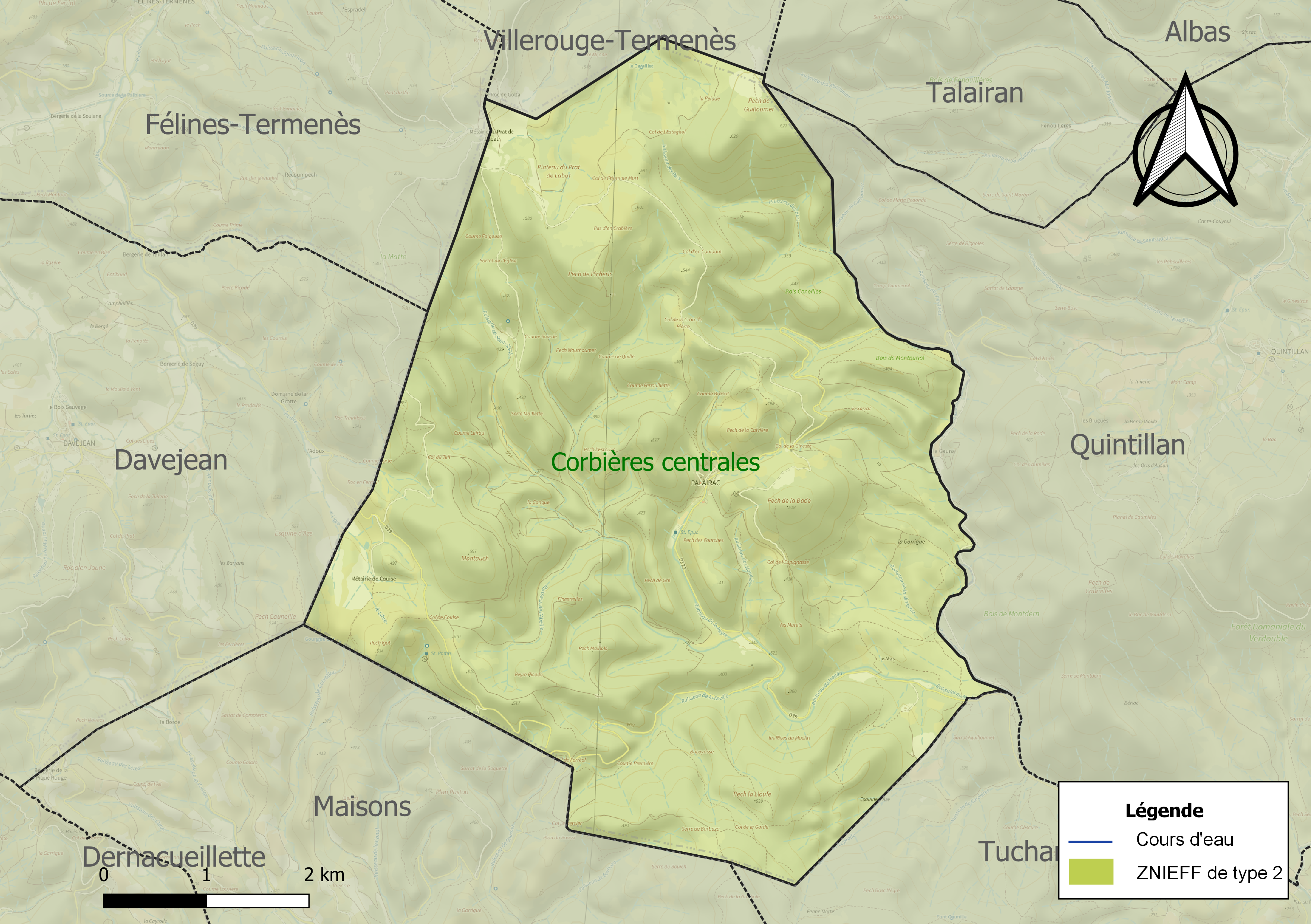
Carte de la ZNIEFF de type 2 localisée sur la commune.

L’inventaire des zones naturelles d'intérêt écologique, faunistique et floristique (ZNIEFF) a pour objectif de réaliser une couverture des zones les plus intéressantes sur le plan écologique, essentiellement dans la perspective d’améliorer la connaissance du patrimoine naturel national et de fournir aux différents décideurs un outil d’aide à la prise en compte de l’environnement dans l’aménagement du territoire.
Une ZNIEFF de type 2 est recensée sur la commune :
les « Corbières centrales » (68 810 ha), couvrant 56 communes dont 54 dans l'Aude et 2 dans les Pyrénées-Orientales.

## Urbanisme

### Typologie
Au 1er janvier 2024, Palairac est catégorisée commune rurale à habitat très dispersé, selon la nouvelle grille communale de densité à 7 niveaux définie par l'Insee en 2022.
Elle est située hors unité urbaine et hors attraction des villes,.

### Occupation des sols
L'occupation des sols de la commune, telle qu'elle ressort de la base de données européenne d’occupation biophysique des sols Corine Land Cover (CLC), est marquée par l'importance des forêts et milieux semi-naturels (97 % en 2018), une proportion identique à celle de 1990 (97 %). La répartition détaillée en 2018 est la suivante : 
forêts (65,9 %), milieux à végétation arbustive et/ou herbacée (31,1 %), prairies (3 %). L'évolution de l’occupation des sols de la commune et de ses infrastructures peut être observée sur les différentes représentations cartographiques du territoire : la carte de Cassini (XVIIIe siècle), la carte d'état-major (1820-1866) et les cartes ou photos aériennes de l'IGN pour la période actuelle (1950 à aujourd'hui).

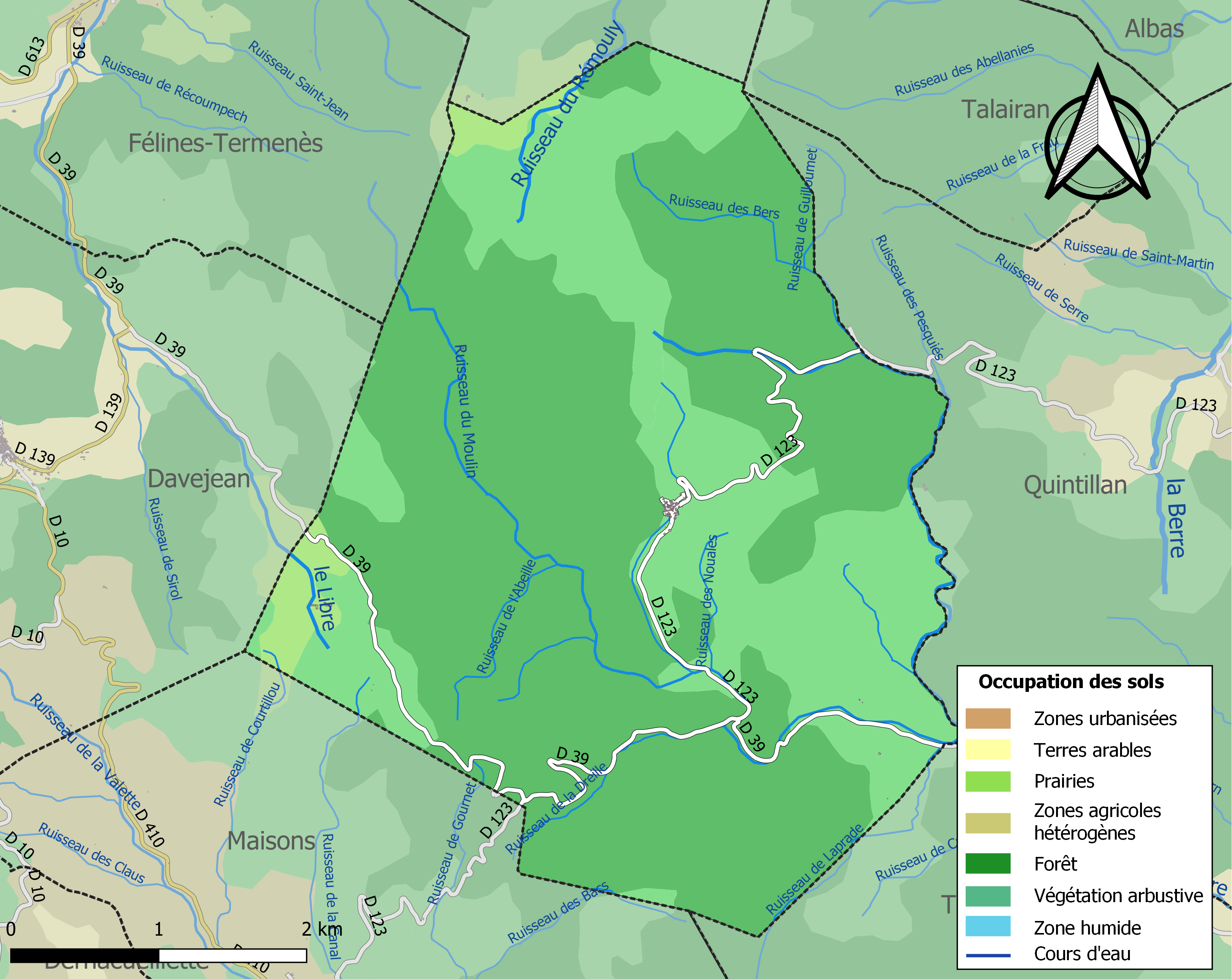
Carte des infrastructures et de l'occupation des sols de la commune en 2018 (CLC).

### Risques majeurs
Le territoire de la commune de Palairac est vulnérable à différents aléas naturels : météorologiques (tempête, orage, neige, grand froid, canicule ou sécheresse), feux de forêts et séisme (sismicité faible). Il est également exposé à un risque particulier : le risque de radon. Un site publié par le BRGM permet d'évaluer simplement et rapidement les risques d'un bien localisé soit par son adresse soit par le numéro de sa parcelle.

#### Risques naturels

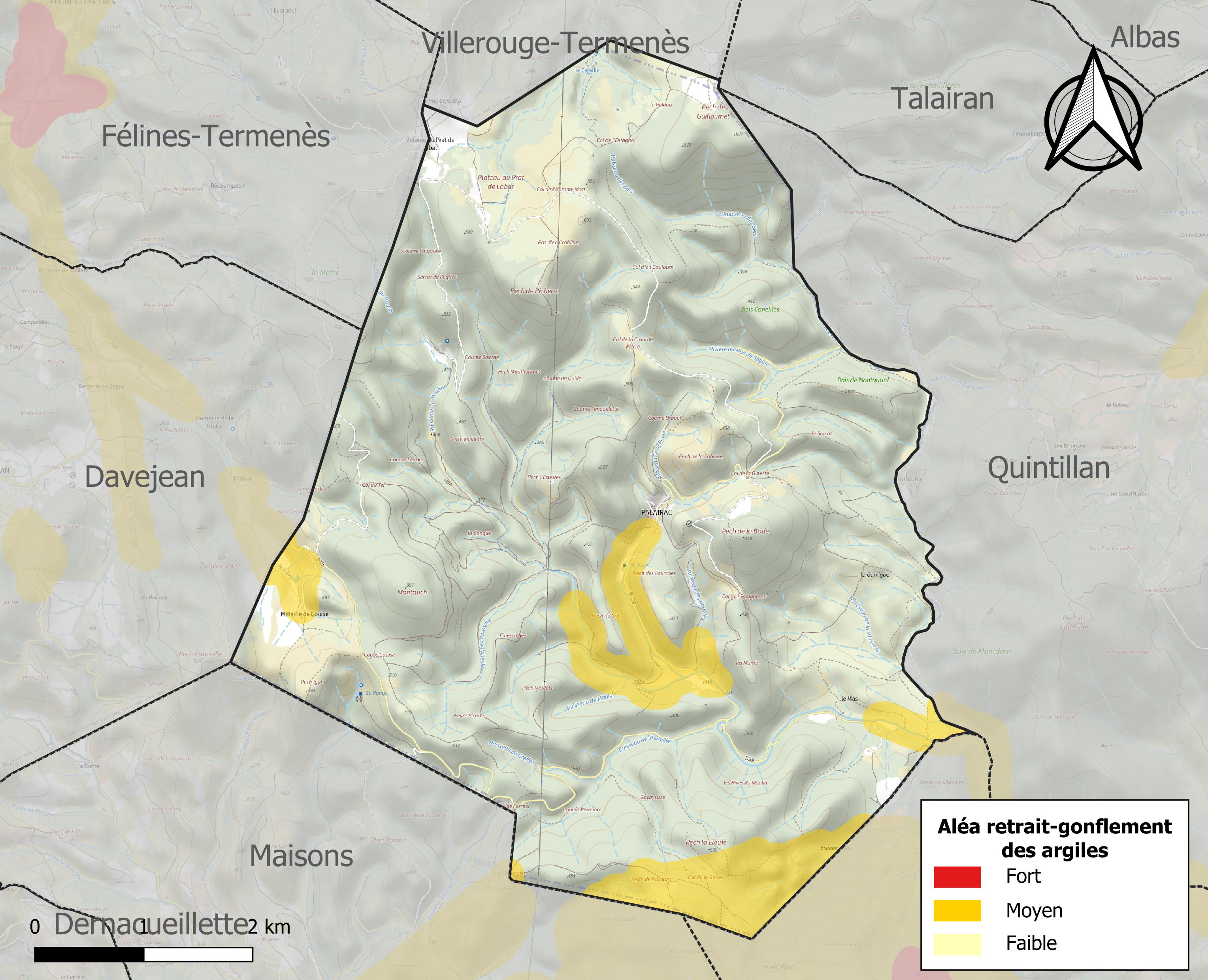
Carte des zones d'aléa retrait-gonflement des sols argileux de Palairac.

Le retrait-gonflement des sols argileux est susceptible d'engendrer des dommages importants aux bâtiments en cas d’alternance de périodes de sécheresse et de pluie. 8,7 % de la superficie communale est en aléa moyen ou fort (75,2 % au niveau départemental et 48,5 % au niveau national). Sur les 47 bâtiments dénombrés sur la commune en 2019, 2 sont en aléa moyen ou fort, soit 4 %, à comparer aux 94 % au niveau départemental et 54 % au niveau national. Une cartographie de l'exposition du territoire national au retrait gonflement des sols argileux est disponible sur le site du BRGM,.

#### Risque particulier
Dans plusieurs parties du territoire national, le radon, accumulé dans certains logements ou autres locaux, peut constituer une source significative d’exposition de la population aux rayonnements ionisants. Certaines communes du département sont concernées par le risque radon à un niveau plus ou moins élevé. Selon la classification de 2018, la commune de Palairac est classée en zone 3, à savoir zone à potentiel radon significatif.

## Histoire

### Sources historiques
- En 876, Charles II le Chauve fit don au monastère de Lagrasse, des mines de Palayrac, de Couize, de Maisons et de Montgaillard[27].
- En 1283, le roi de France Philippe III le Hardi rencontre à Palairac Jacques II, roi de Majorque, comte de Roussillon et de Cerdagne, et seigneur de Montpellier, pour discuter du ressort de Montpellier ainsi que les autres châteaux et villages de la baronnie. Jacques reconnut par un acte daté du 18 août 1283, l'appartenance de ces lieux au royaume de France[28].
- En 1839, les travaux d'exploitation de la mine d'antimoine de la Boussole, commune de Palairac, concédée à la compagnie Paliopy, et dirigés par un ingénieur des mines distingué, ont été mis sur un pied convenable ; ils ont le double but de rendre plus facile et moins coûteux, à l'avenir, les travaux d'exploitation, et bien reconnaître le filon de minerai. Les produits de cette mine, en 1838, ont été 60 000 kilogrammes de minerai brut, qui se sont réduits à 30 000 kilogrammes de sulfure d'antimoine fondu, représentant une valeur de 18 000 francs ; elle a occupé 16 ouvriers[29].
- Au début du XXe siècle, il a été découvert le squelette fossilisé d'un pachyderme (rhinocéros) en décapant un gîte de minerai de fer dans la commune de Palairac. Le squelette, dont les ossements ont été inconsciemment brisés et jetés en remblai par des ouvriers ignorants, une grande partie de la tête a été envoyé au Muséum de Paris[30].
- 1877 Palairac - Réseau subventionné[31]:
  - Chemin no 1, de Palairac à Lagrasse. - Entre le village de Palairac et le ruisseau de la Combe, amené 245 mètres de l'état de construction à celui d'entretien,
  - Construit sur le ruisseau de la Combe, au profit no 22, un aqueduc de 1 m d'ouverture et de 1,70 m de hauteur,
  - Entre les profils nos 1 et 6, construit un mur de soutènement de 56,50 m de longueur, sur 1,40 m de hauteur moyenne,
  - Au profil no 18, construit également un mur de soutènement de 3,30 m de longueur sur 1,30 m de hauteur moyenne,
  - À la suite de l'entreprise Bergé, fait passer 30 m de l'état de construction à l'état de viabilité,
  - Construit, dans cette même partie, un aqueduc de 0,80 m d'ouverture sur 1,30 m de hauteur.

## Politique et administration

### Communauté de communes
Bien que faisant partie du canton de Mouthoumet, la commune a adhéré dès 1995 à la communauté de communes des Hautes Corbières située à Tuchan. La communauté de communes du Massif de Mouthoumet du canton de Mouthoumet n'ayant été créé qu'en 2001.

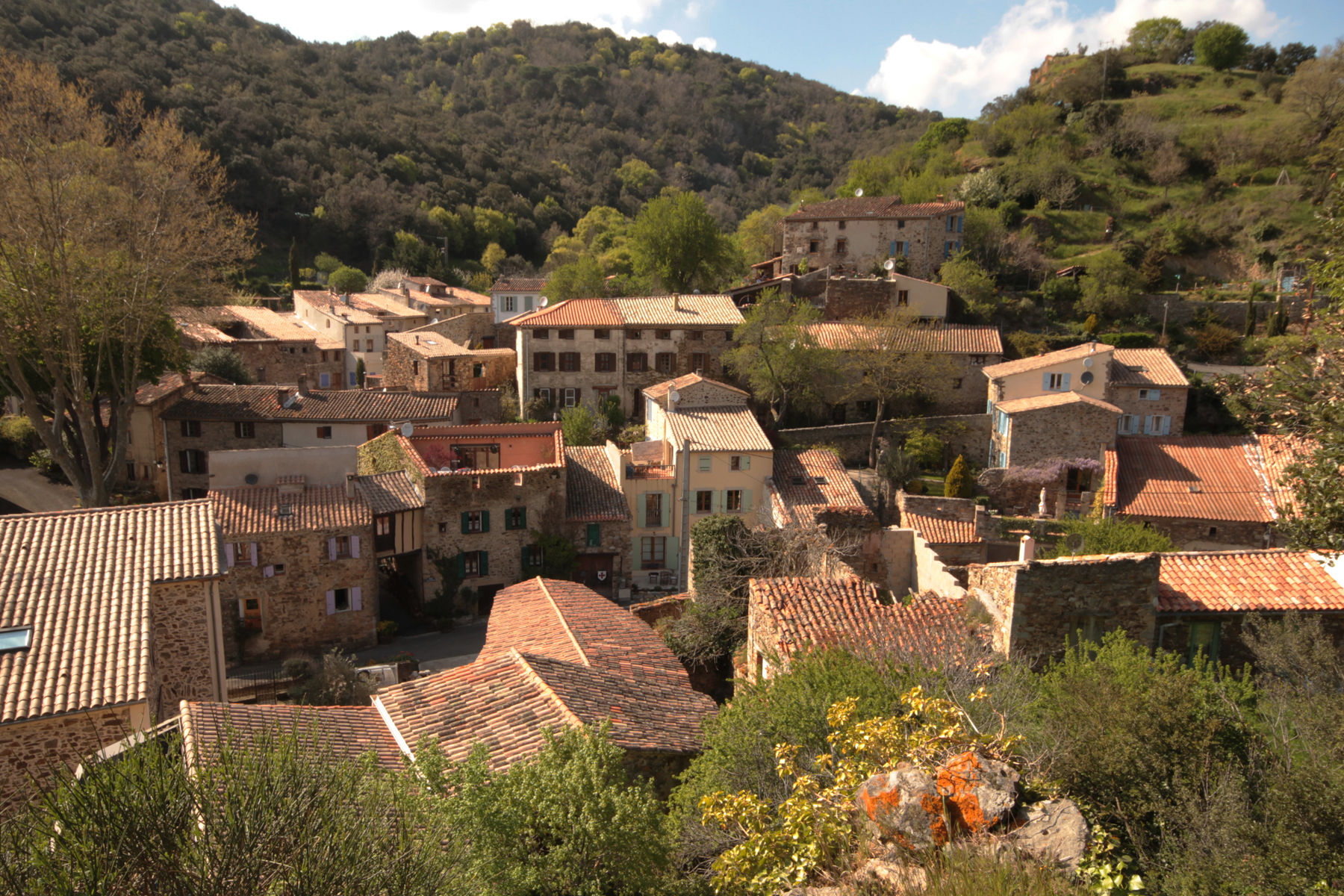
Village de Palairac.

## Démographie
L'évolution du nombre d'habitants est connue à travers les recensements de la population effectués dans la commune depuis 1793. Pour les communes de moins de 10 000 habitants, une enquête de recensement portant sur toute la population est réalisée tous les cinq ans, les populations de référence des années intermédiaires étant quant à elles estimées par interpolation ou extrapolation. Pour la commune, le premier recensement exhaustif entrant dans le cadre du nouveau dispositif a été réalisé en 2004.

En 2022, la commune comptait 31 habitants, en évolution de +10,71 % par rapport à 2016 (Aude : +2,65 %, France hors Mayotte : +2,11 %).
| 1793 | 1800 | 1806 | 1821 | 1831 | 1836 | 1841 | 1846 | 1851 |
| ---- | ---- | ---- | ---- | ---- | ---- | ---- | ---- | ---- |
| 128  | 148  | 177  | 180  | 179  | 230  | 225  | 216  | 220  |

| 1856 | 1861 | 1866 | 1872 | 1876 | 1881 | 1886 | 1891 | 1896 |
| ---- | ---- | ---- | ---- | ---- | ---- | ---- | ---- | ---- |
| 216  | 215  | 209  | 189  | 168  | 144  | 157  | 166  | 156  |

| 1901 | 1906 | 1911 | 1921 | 1926 | 1931 | 1936 | 1946 | 1954 |
| ---- | ---- | ---- | ---- | ---- | ---- | ---- | ---- | ---- |
| 160  | 175  | 157  | 133  | 129  | 115  | 89   | 81   | 67   |

| 1962 | 1968 | 1975 | 1982 | 1990 | 1999 | 2004 | 2006 | 2009 |
| ---- | ---- | ---- | ---- | ---- | ---- | ---- | ---- | ---- |
| 49   | 30   | 20   | 19   | 26   | 18   | 25   | 27   | 31   |

| 2014 | 2019 | 2022 | - | - | - | - | - | - |
| ---- | ---- | ---- | - | - | - | - | - | - |
| 32   | 33   | 31   | - | - | - | - | - | - |

## Économie

### Emploi
| Division       | 2008   | 2013   | 2018   |
| -------------- | ------ | ------ | ------ |
| Commune        | 14,3 % | 33,3 % | 0 %    |
| Département    | 10,2 % | 12,8 % | 12,6 % |
| France entière | 8,3 %  | 10 %   | 10 %   |

En 2018, la population âgée de 15 à 64 ans s'élève à 15 personnes, parmi lesquelles on compte 62,5 % d'actifs (62,5 % ayant un emploi et 0 % de chômeurs) et 37,5 % d'inactifs,. En  2018, le taux de chômage communal (au sens du recensement) des 15-64 ans est inférieur à celui de la France et du département, alors qu'en 2008 la situation était inverse.
La commune est hors attraction des villes,. Elle compte 10 emplois en 2018, contre 8 en 2013 et 1 en 2008. Le nombre d'actifs ayant un emploi résidant dans la commune est de 9, soit un indicateur de concentration d'emploi de 102,3 % et un taux d'activité parmi les 15 ans ou plus de 31,2 %.
Sur ces 9 actifs de 15 ans ou plus ayant un emploi, 7 travaillent dans la commune, soit 70 % des habitants. Pour se rendre au travail, 80 % des habitants utilisent un véhicule personnel ou de fonction à quatre roues, 10 % s'y rendent en deux-roues, à vélo ou à pied et 10 % n'ont pas besoin de transport (travail au domicile).

### Activités hors agriculture
Deux établissements seulement relevant d’une activité hors champ de l’agriculture sont implantés  à Palairac au 31 décembre 2019.

### Agriculture
|               | 1988 | 2000 | 2010 | 2020 |
| ------------- | ---- | ---- | ---- | ---- |
| Exploitations | 4    | 3    | 1    | 2    |
| SAU (ha)      | 133  | 339  | 24   | 92   |

La commune est dans la « Région viticole » de l'Aude, une petite région agricole occupant une grande partie centrale du département, également dénommée localement « Corbeilles Minervois et Carcasses-Limouxin ». En 2020, l'orientation technico-économique de l'agriculture  sur la commune est la polyculture et/ou le polyélevage. Deux exploitations agricoles ayant leur siège dans la commune sont dénombrées lors du recensement agricole de 2020 (quatre en 1988). La superficie agricole utilisée est de 92 ha,,.

## Culture locale et patrimoine

### Patrimoine religieux

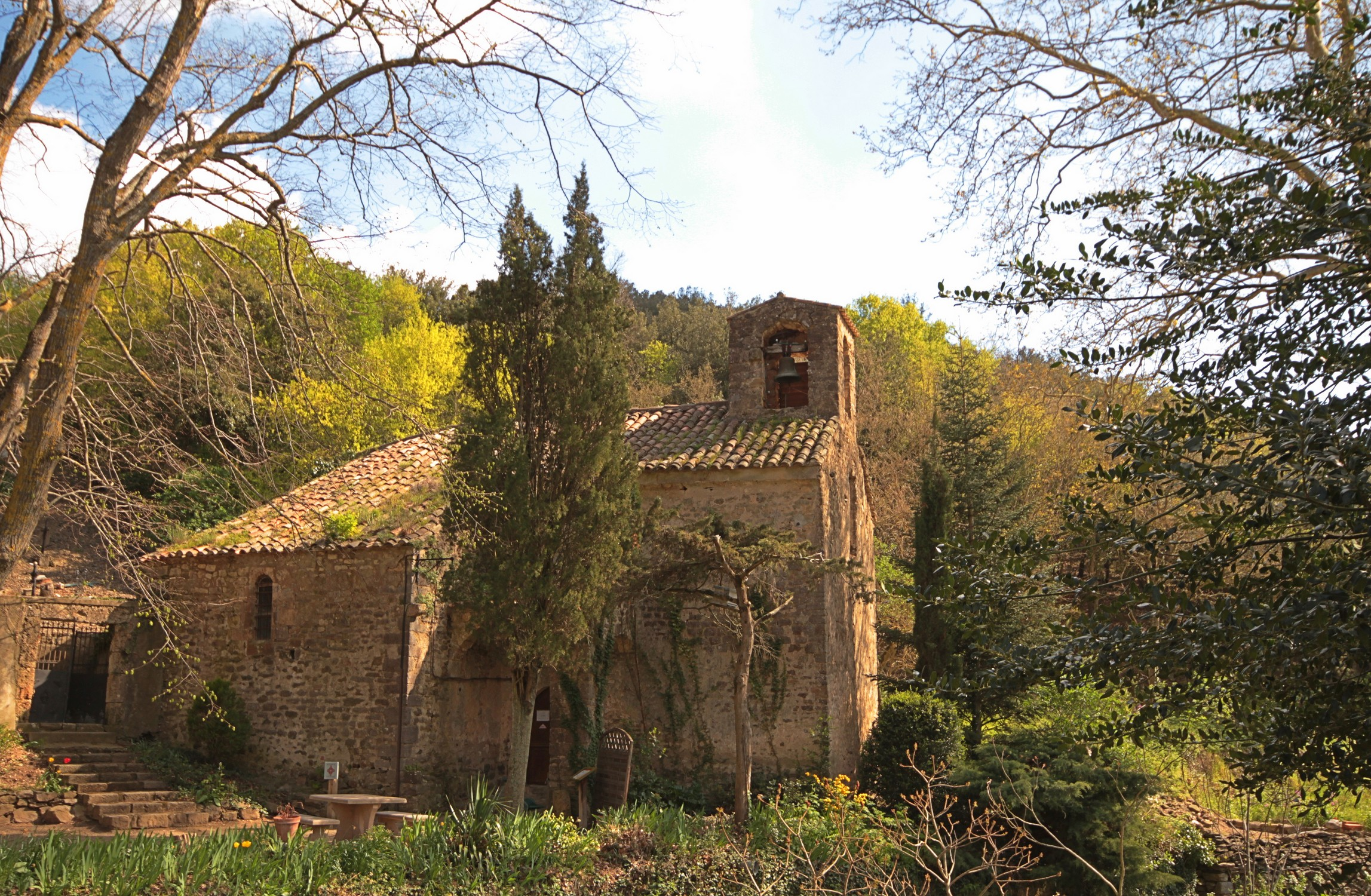
L'église Saint-Saturnin, construite au XIIe siècle, inscrite au titre des Monuments Historiques depuis 1998.

- Église Saint-Saturnin de Palairac datant du XIIe siècle. L'église, y compris les autels et la grille de communion ont été inscrits au titre des monuments historiques en 1998[46].

Elle se compose de :
- un porche d'entrée du XVIIIe siècle ;
- une nef du XIe siècle ;
- un transept formé par deux chapelles gothiques du XIIIe ou XIVe siècle ;
- une abside semi-circulaire du XIIe siècle qui prolonge le chœur ;
- une sacristie refaite au XIXe siècle ;
- un clocheton refait au XVIIIe siècle.
Par ailleurs dans le cimetière, très en pente, une croix de Malte et une croix de mission de 1859 sont dignes d'intérêt.

## Les mines de Palairac
Palairac se trouve au centre de la plus importante région minière des Corbières. Le plateau de Lacamp et le Monthaut étaient les sites majeurs de cette zone. Les ingénieurs du XIXe siècle ont recensé près de 300 lieux d'extraction uniquement sur Palairac. Les mines de Palairac et des environs furent l'objet de conflits entre les seigneurs de Termes et l'abbaye de Lagrasse au Moyen Âge

### Personnalités liées à la commune
- Olivier de Termes (1200-1274), seigneur de Termes et de Palairac.

### Héraldique
| Palairac | Son blasonnement est : De sable au pal fuselé d'argent et de sable. |

## Village fleuri et sentier botanique
Malgré sa modeste existence, Palairac est titulaire depuis 2003 d'une fleur au Concours des villes et villages fleuris

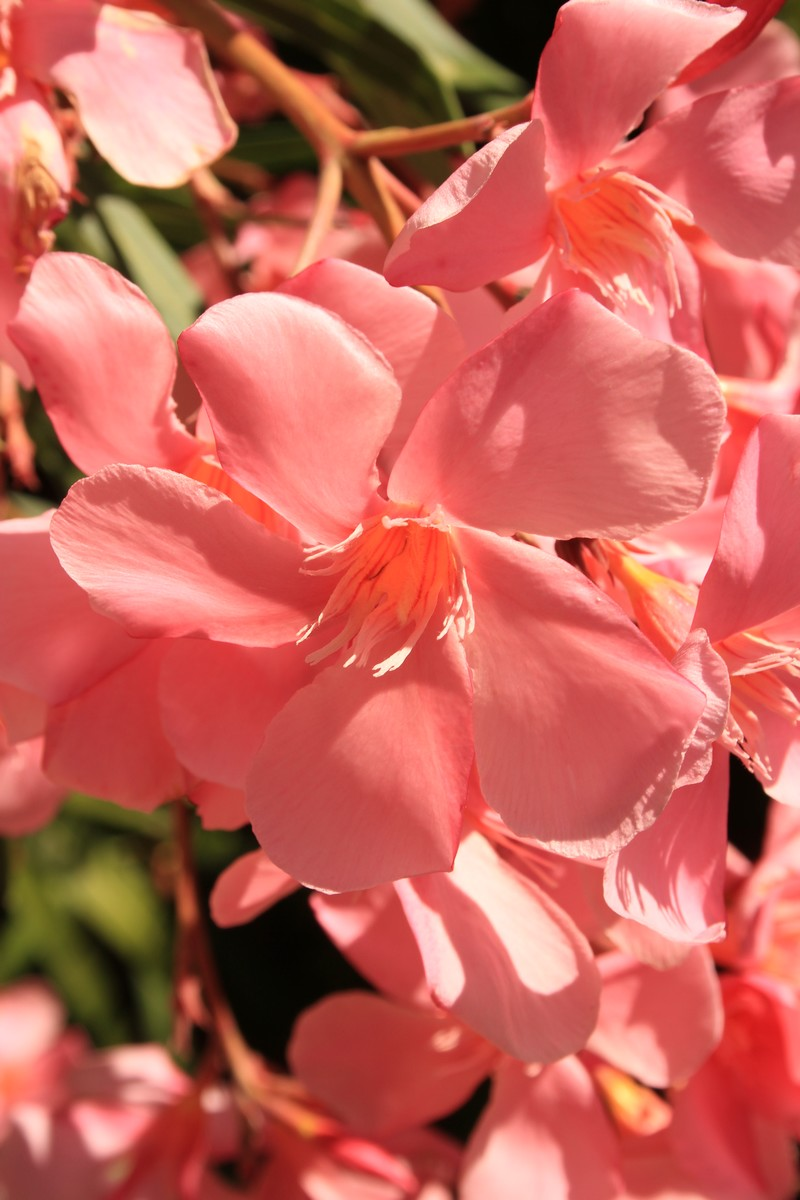
Depuis 2003, Palairac est titulaire d'une fleur (classé village fleuri).

Par ailleurs, Palairac dispose d'un sentier botanique de 40 espèces végétales (méditerranéennes pour la plupart persistantes) qui poussent à l'état naturel, indiquées par 40 balises tout au long d'un sentier de 1 300 mètres, en grande partie ombragé.

## Parcours "Découverte des pierres du village"
Neuf pierres sont à découvrir en vous promenant dans les rues du village (vous pouvez demander le prospectus à la mairie ou le consulter sur le site de palairac.com). Ces pierres sont parfois anciennes, parfois récentes et fruit de l’imagination ou du désir du propriétaire. On peut trouver parmi ces neuf pierres, le sceau de Rodolfe Pie de Savoie, maître abbé de Lagrasse au XVIe siècle.

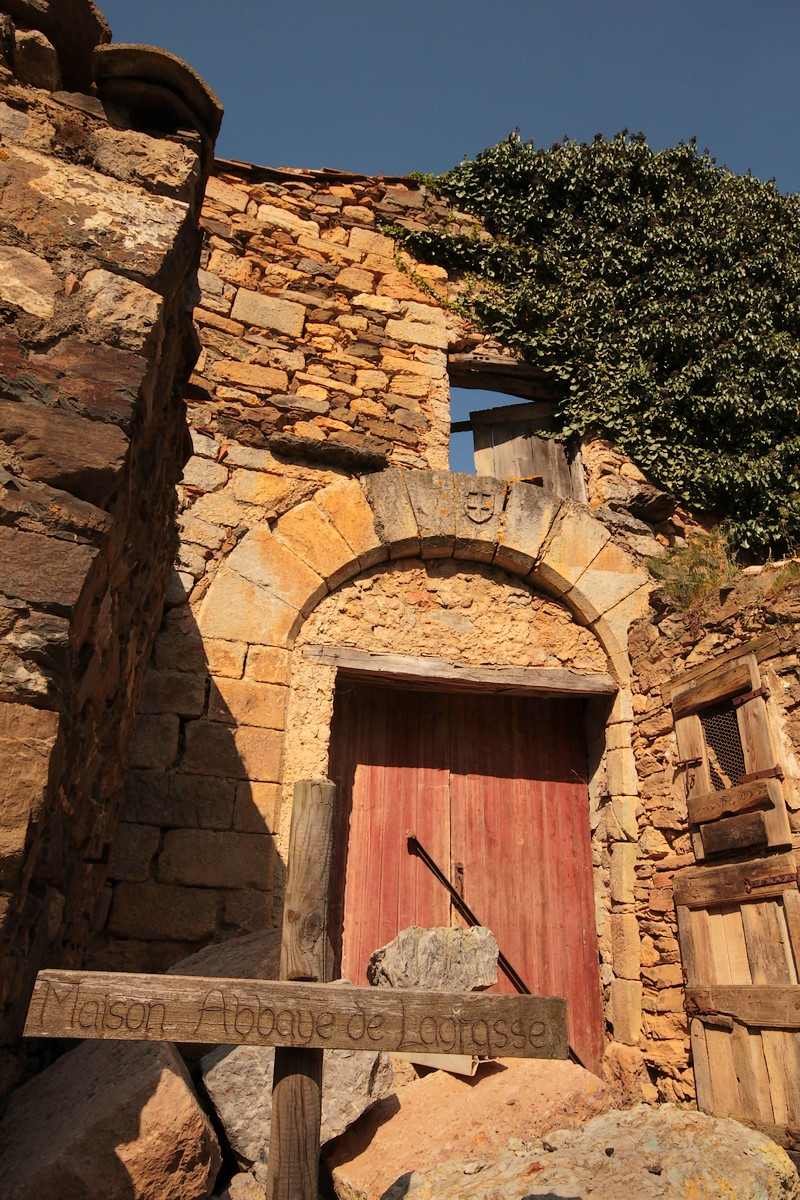
Maison Abbaye de Lagrasse avec sceau de Rodolfe Pie de Savoie.